# Landmoth-cum-Catto
Landmoth-cum-Catto est une paroisse civile du Yorkshire du Nord, en Angleterre.